# 승마교통
승마교통은 서울특별시의 마을버스 회사이고, 본사는 서울특별시 마포구 토정로 10 (합정동)에 위치해 있다.

## 연혁
- 2001년 11월 22일: 서울특별시 마포구 합정동에서 자본금 50,000,000원으로 주식회사 서강운수 설립.
- 2003년 4월 15일: 마포구 신정동으로 본사 이전.
- 2008년 3월 31일: 서대문구 북아현동으로 본사 이전.
- 2008년 4월 11일: 마포구 합정동으로 본사 이전.
- 2010년 9월 6일: 회사명을 주식회사 서강운수에서 현 상호인 승마교통 주식회사로 변경.

## 운행 노선
- ● 마포07번: 절두산순교기념관(양화진성지) ↔ 신촌 현대백화점 (구 마포마을 7번)

## 보유차량
자일대우 NEW BS090과 자일대우 레스타와 현대 카운티 뉴 브리즈와 현대 일렉시티 타운으로 운행한다.